# Club Deportivo Puertollano
Maillots
Actualités
Le Club Deportivo Puertollano était un club de football espagnol basé à Puertollano, fondé le 24 septembre 1948 et dissout le 15 mai 2015 à la suite de problèmes financiers.

## Histoire
Le club évolue pendant 11 saisons en Segunda División (deuxième division) : de 1964 à 1971, puis de 1975 à 1978, et enfin lors de la saison 1984-1985. Il obtient son meilleur classement en deuxième division lors de la saison 1967-1968, où il se classe deuxième du championnat, avec 17 victoires, 5 matchs nuls et 8 défaites. Le club se dénomme alors Calvo Sotelo CF.
Le club évolue en Segunda División B (troisième division) de 1978 à 1984, puis de 1985 à 1986, et enfin de 2006 à 2012, soit un total de 13 saisons passées dans cette division.
L'UD Puertollano atteint les seizièmes de finale de la Copa del Rey lors de la saison 2009-2010, en étant éliminé par le Villarreal CF, ce qui constitue sa meilleure performance dans cette compétition.

## Palmarès
- Champion de Tercera División en 1959, 1961, 1962, 1963, 1964, 1975, 2000, 2006 et 2014

## Anciens joueurs
- Jaume Huguet García
- José Pablo García Castany